# المسيحية في أوسيتيا الجنوبية

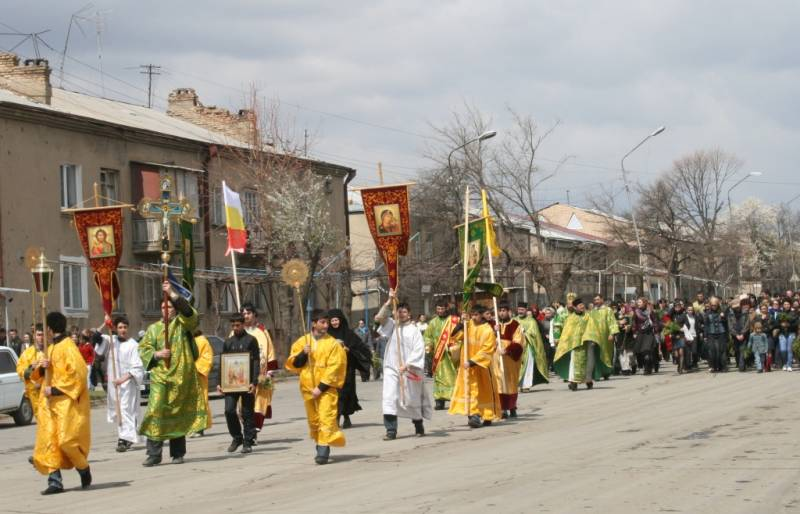
مسيرة دينيَّة خلال أحد الشعانين في مدينة تسخينفالي.

تُشكل المسيحية في أوسيتيا الجنوبية أكثر الديانات انتشاراً بين السكان، وتذكر تقديرات تعود إلى عام 2012 إلى أنَّ عدد سكان أوسيتيا الجنوبية يبلغ 50,572 نسمة، وينتمي معظم سكانها إلى العرقية الأوسيتية وهي مجموعة عرقية إيرانيَّة من جبال القوقاز، وبحسب التقديرات يُدين معظم السكان بالمسيحية، إلى جانب أقلية من المسلمين وأقليات دينية أخرى. تقطن في البلاد أقلية من العرقيَّة الجورجيَّة ويدين معظمهم في الأرثوذكسية الشرقية ويتبعون الكنيسة الجورجية الرسولية الأرثوذكسية. ووفقاً لتقديرات صردا ارينا اطلس عام 2012 حوالي 61.8% من سكان أوسيتيا الشمالية-ألانيا، والتي ينتمي معظم سكانها إلى العرقية الأوسيتية، من أتباع الديانة المسيحية ومعظمهم على مذهب الأرثوذكسية الشرقية.

## تاريخ

### العصور الوسطى

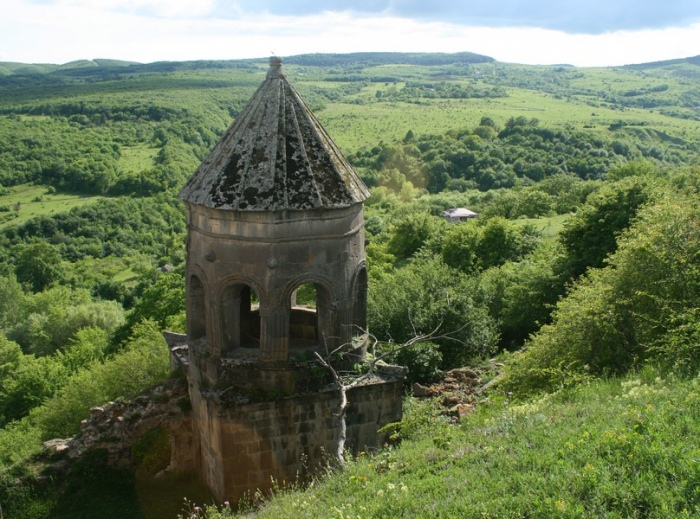
دير تيري في شيدا كارتلي.

يُدين معظم الأوسيتيون بالمسيحية على مذهب الأرثوذكسية الشرقية. بدأت الموجة الأولى من التنصير تحت التأثير البيزنطي والجورجي من القرن العاشر إلى القرن الثالث عشر؛ حيث قبل القرن العاشر كانت أوسيتيا منطقة ذات أغلبيَّة وثنية. ومع ذلك، كانت هناك مجتمعات أوسيتيَّة مسيحيَّة أو تحولت للمسيحية من قبل المبشرين البيزنطيين في بداية القرن العاشر، وبحلول القرن الثالث عشر، كان معظم الأوسيتيون مسيحيين أرثوذكس شرقيين نتيجة للتأثير الجورجي والعمل التبشيري. بينما اندمج معظم السكيثيين في مجموعات عرقية أخرى في العصور الوسطى، حافظ آلان القوقاز على هوية مميزة واستمروا في السيطرة على المنطقة، حتى اعترفت الإمبراطورية البيزنطية بهم كمملكة حليفة مستقلة. من خلال علاقاتهم مع البيزنطيين والمبشرين من جورجيا في الجنوب، تبنت أرستقراطية آلان المسيحية الأرثوذكسية الشرقية خلال القرن العاشر. ومع ذلك، كان لهذا تأثير ضئيل على عامة سكان آلان، لذلك ذكر الرحالة الفلمنكي ويليام من روبروك في القرن الثالث عشر أنهم «لم يعرفوا شيئًا (عن المسيحية) باستثناء اسم المسيح». الأوسيتيون هم السكان المعاصرون الوحيدون المنحدرين ثقافيًا ولغويًا من شعب ألان، وقد حافظوا على المعتقدات والطقوس التي من المحتمل أن تعود إلى الديانة السكيثية، حتى من خلال موجات التوفيق الجزئي مع المسيحية.
كانت أراضي أوسيتيا الجنوبية المعاصرة جزءًا من مملكة إيبيريا الجورجية القديمة والمسيحية، وقد تم توحيد هذه الأخيرة في ظلّ الملكية الجورجية الوحيدة في القرن الحادي عشر، وامتدت ممتلكاتها حتى دفاليتي. بعد غزوات إمبراطورية المغول في القوقاز في منتصف القرن الثالث عشر، توقفت الاتصالات بين ألان والسلطات الدينية الأرثوذكسية الشرقية في الإمبراطورية البيزنطية تمامًا، وتوقف تنصيرهم السطحي. هناك أدلة على أنه بين القرنين الرابع عشر والسابع عشر، تم تحويل الأضرحة التي تم بناؤها على ما يبدو تكريماً للقديسين المسيحيين إلى استخدام الوثنيين الأصليين. خلال القرنين السادس عشر والسابع عشر قام المبشرون الجورجيون بإعادة تنصير الأوسيتيين بشكل واسع النطاق.

### العصور الحديثة

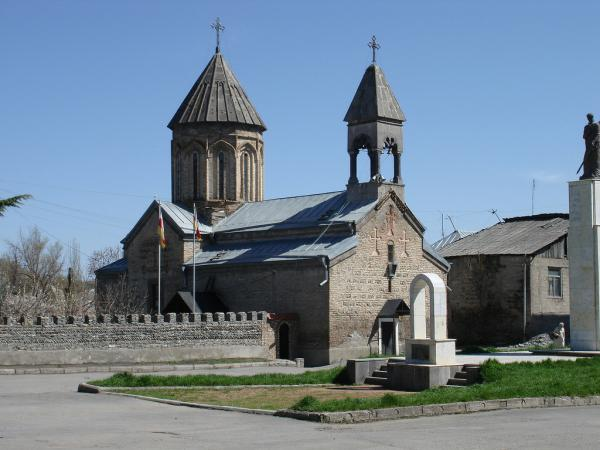
كنيسة القديسة مريم الأرمنية الأرثوذكسية في مدينة تسخينفالي.

أصبحت أوسيتيا جزءًا من الإمبراطورية الروسية في عام 1774، وأدى ذلك إلى تعزيز المسيحية الأرثوذكسية إلى حد كبير عن طريق إرسال البعثات التبشيرية من قبل الكنيسة الروسية الأرثوذكسية، حيث أدى توسع الإمبراطورية الروسية في القوقاز بحلول نهاية القرن الثامن عشر إلى جلب المبشرين الأرثوذكس الذين سعوا إلى «إعادة تنصير» كامل للأوسيتيين. ومع ذلك، كان معظم المبشرين من المجتمعات المسيحية الأرثوذكسية الذين عاشوا في جورجيا (بما في ذلك الأرمن ويونانيين القوقاز وكذلك الجورجيين) وليس من روسيا، وذلك لتجنب ان ينظر اليها من قبل الأوسيتيين كتدخل خارجي. مع سقوط الحكم القيصري في روسيا وتثبيت الحكم الشيوعي فُرض الإلحاد خلال الاتحاد السوفيتي من عام 1921 إلى عام 1991، خلال هذه الحقبة تعرّض المسيحيين للإضطهاد ودمرت الكنائس وسَخِرت الحكومية الشيوعية من القيادات الدينية وعرضتهم للمضايقات ونفذت بهم أحكام الإعدام، وأغرقت المدارس ووسائل الإعلام بتعاليم الإلحاد، وبشكل عام روجت للإلحاد على أنه الحقيقة التي يجب على المجتمع تقبلها. بعد تفكك الاتحاد السوفيتي تعرف الكنيسة الأرثوذكسية نهضة قوية في أوسيتيا الجنوبية حيث عادت لتشكل رباطاً للهوية الوطنية شاغلة الفراغ الذي خلّفه سقوط الأيديولوجية السوفيتية، كما شهدت المنطقة عودة ظهور «ديانة أوسيتيا التقليدية» (الوثنية الجديدة) منذ الثمانينيات والتسعينيات من القرن العشرين. خلال النزاع الجورجي الأوسيتي واستقلال أوسيتيا الجنوبية الفعلي عن جورجيا بعد انهيار الاتحاد السوفيتي في عام 1991، اختار العديد من الأوسيتيين الأرثوذكس في المنطقة الانضمام إلى الكنيسة الروسية الأرثوذكسية خارج روسيا. اليوم، ينتمي هؤلاء العديد من الأوسيتيون إلى الكنيسة الروسية الأرثوذكسية خارج روسيا المعادية للمسكونية، بينما يعترف أخرون ببطريركية موسكو. وبالمثل تعتبر الكنيسة الجورجية الرسولية الأرثوذكسية أوسيتيا الجنوبية جزءًا من أراضيها القانونية. وقد ضغطت سلطات الأمر الواقع في أوسيتيا الجنوبية على الكنائس الأرثوذكسية للاندماج مع الكنيسة الروسية الأرثوذكسية.
وبحسب التقديرات يُدين معظم سكان أوسيتيا الجنوبية بالمسيحية، ويعتنقها أغلب الأوسيتيين والجورجيين والروس والأرمن القاطنين في البلاد. يتبع كل من الأوسيتيين والروس تقاليد الكنيسة الروسية الأرثوذكسية ويتبع الجورجيين تقاليد الكنيسة الجورجية الرسولية الأرثوذكسية ويتبع الأرمن تقاليد الكنيسة الرسولية الأرمنية. اجتذبت حركة «ديانة أوسيتيا التقليدية» (الوثنية الجديدة) عداء قويًا وشكاوى من السلطات المسيحية والإسلامية في أوسيتيا الشمالية-ألانيا.